# 韓漢英
韓漢英（1897年1月5日—1966年8月12日），字平夷。廣東省文昌縣抱羅鎮南堆村人，曾任第四集團軍副總司令。

## 生平
1912考入廣東陸軍小學，韓漢英被編在16歲班級，同學有鄧龍光、繆培南、張發奎、陳芝馨等。1914年陸軍小學畢業後，全班遷入武昌第二軍官預備學校。1917年入保定軍校六期步兵科就讀，1919年畢業後至閻錫山轄下山西學兵團任排長，1921年回粵後任粵軍第三軍司令部參謀。
1926年任國民革命軍第四軍十三師第三十七團第二營營長，同年8月18日蔣中正致電十三師師長徐景唐、三十七團團長雲瀛橋前往雲浮縣剿匪，事後蔣中正特領獎金三千毫洋給予出力官兵。1927年韓漢英所在的廣東省防軍第二團被張發奎編入第四軍教導第二師，黃鎮球任師長，韓漢英任副師長兼第二團團長:232。1928年1月第四軍在北上途中在五華歧嶺遇陳銘樞、陳濟棠部，激戰過後，兩陳敗北，14日教導第二師加入戰鬥，與徐景唐、黃旭初部在馬鞍山激戰，戰時黃鎮球負傷，師長由韓漢英代理:244。
1936年10月5日授中將銜，1938年任中央軍校第四分校主任，1945年6月26日任第四集團軍副總司令，同月入陸軍大學將官班甲級第三期受順，同年12月4日畢業。1947年當選國大代表，11月13日任廣東省政府委員，兼任廣東瓊崖行政督察專員。1950年赴台，任國防部參議。1956年退役，1966年8月12日在臺北三軍總醫院病逝。

## 著作
《韓主任講演集》、《韓漢英言論集》、《抗日戰術講話》、《戚繼光練將要領講解》、《防止逃兵問題的研究》、《管理方法之研究》